# Matthias Mayer
Matthias Mayer (n. 9 iunie 1990, Sankt Veit an der Glan⁠(d), Carintia, Austria) este un schior alpin ce a reprezentat Austria, medaliat olimpic. A participat la 2 ediții ale Jocurilor Olimpice (2014, 2018) în care a câștigat o medalie de aur.